# 処刑人
『処刑人』（しょけいにん、The Boondock Saints, 「路地裏の聖人達」の意）は1999年に制作されたアメリカの犯罪映画。監督はトロイ・ダフィー。主演はショーン・パトリック・フラナリー、ノーマン・リーダス。PG-12指定。法で裁けぬ悪人たちを制裁する兄弟を描いてカルト的人気となり、2009年には続編『処刑人II』が公開された。
コロンバイン高校銃乱射事件の影響で、1週間限定で5つの劇場のみの限定劇場公開をされた。映画は批評家から酷評のレビューがほとんどだったが、国内のビデオ販売で約5,000万ドルを稼ぎ、カルト的人気作となった。

## ストーリー
ボストンの裏路地に住むアイルランド系の双子マーフィー・マクマナスとコナー・マクマナスは、敬虔なカトリック教徒である。聖パトリックの祭日、二人はあることがきっかけでロシアン・マフィア達と大喧嘩。翌日二人の住居に乗り込んできたロシアン・マフィア達を返り討ちにし、殺害してしまう。FBIのスメッカー捜査官は取り調べの結果、正当防衛を認めるも、彼らを英雄視するマスコミの目を逸らすために、二人を拘置所に泊まらせる。その深夜、拘置所で眠っていた二人は同時に同じ「神の啓示」を受ける。「悪人は殺しても構わない」というその啓示に従い、警察から釈放された二人はボストンの町を悪行から守るべく、次々と街の悪人を殺害して行く。
そんな中、マクマナス兄弟の友人でパパ・ジョー率いるイタリアン・マフィアの使い走りをしているロッコが、二人が悪人退治の張本人だと偶然知ることとなり、彼は進んで仲間に加わる。一方で危機感を持ったパパ・ジョーが、伝説の殺し屋イル・ドゥーチェを雇い、収監先から出して彼らに差し向けていた。マクマナス兄弟とロッコがある悪人を殺害して戸外へ出ると、待ち伏せていたイル・ドゥーチェから襲われる。傷を負った三人は辛くもその場から脱出する。
また捜査側では、スメッカーが天才的なプロファイル能力を活かして、連続殺人はプロの犯罪者ではなく素人の所業であると看破。彼は一連の事件の実像を解き明かすうちに、マクマナス兄弟とロッコの関与を疑い始めるが、法で裁けない悪人を法によらず始末する行為に次第に共感を抱き始める。
マクナマス兄弟達はパパ・ジョーのマフィア組織を壊滅させるべく、その本拠に忍び込む。しかしそれは罠で、マクナマス兄弟は捕まり、ロッコはパパ・ジョーによって殺されてしまう。パパ・ジョーが去った後で、事態を察知したスメッカーが駆けつけて組織の戦闘員を数名倒すが、イル・ドゥーチェによって昏倒させられる。縛めを解いたマクナマス兄弟がロッコに弔いの祈りを捧げていると、イル・ドゥーチェがその部屋に入って来て、彼を迎え撃とうとした兄弟に代わって祈りの続きを朗誦する。彼の正体は兄弟の父親だったのだ。
三か月後、パパ・ジョーは三度目の裁判に出廷し、余裕たっぷりに振る舞っていた。そこへ武装したマクナマス父子が現れ、廷内の人々や生中継のテレビカメラ、そして三人の行為を黙認するスメッカーの眼前で悪を根絶やしにすると宣言し、パパ・ジョーを射殺する。この出来事を報じたメディアは三人を「聖人たち」と形容するのだった。

## キャスト
| 役名                         | 俳優                             | 日本語吹替 |
| ---------------------------- | -------------------------------- | ---------- |
| コナー・マクマナス           | ショーン・パトリック・フラナリー | 山路和弘   |
| マーフィー・マクマナス       | ノーマン・リーダス               | 宮本充     |
| ポール・スメッカー           | ウィレム・デフォー               | 江原正士   |
| イル・ドゥーチェ             | ビリー・コノリー                 | 池田勝     |
| ロッコ                       | デヴィッド・デラ・ロッコ         | 中田和宏   |
| ドリー刑事                   | デヴィッド・フェリー             | 長克巳     |
| ダッフィー刑事               | ブライアン・マホニー             | 田中正彦   |
| グリーンリー刑事             | ボブ・マーレイ                   | 水野龍司   |
| 署長                         | リチャード・フィッツパトリック   | 石波義人   |
| イワン・チェコフ             | スコット・グリフィス             | 北川勝博   |
| チャフィー                   | マシュー・チャフィー             | 浜田賢二   |
| ラングレー                   | ロバート・イートン               | 大川透     |
| ドク                         | ジェラルド・パークス             | 辻親八     |
| ミッチェル                   | ジョナサン・ヒギンズ             | 仲野裕     |
| パパ・ジョー・ヤカヴェッタ   | カーロ・ロータ                   | 宝亀克寿   |
| ヴィンチェンツォ・リパッツィ | ロン・ジェレミー                 | 天田益男   |
| ドナ                         | ローレン・ピーチ                 | 児玉孝子   |
| オーガスタス                 | カーメン・ディステファノ         | 糸博       |
| アイルランド人の銃の売人     | トム・バーネット                 | 浜田賢二   |
| 判事                         | アンソニー・クリソストモス       | 辻親八     |

## 製作
トロイ・ダフィー監督はバーテンダー時代に書いた脚本でミラマックスのハーヴェイとボブのワインスタイン兄弟と契約し、タランティーノ2号としてデビューするはずだったが、ダフィーはミーティングをすっぽかしたり、ワインスタイン兄弟に対する暴言等で、ミラマックスから契約解除を受け、ダフィー本人の金や借金で本作を製作することになった。

## 各国のレイティング
詳細は映画のレイティングシステムを参照。
- アメリカ：R（17歳未満保護者同伴必須）
- 日本：PG-12 - 12歳未満保護者同伴推奨
- ドイツ：18
- イギリス：18
- 韓国：18 - 一部のシーンをカット
- オランダ：16
- スペイン：18
- ニュージーランド：R18
- オーストラリア：R（18禁） - 劇場公開審査
- オーストラリア：MA（15禁） - TV放映審査
- スウェーデン：15
- アイスランド：16
- フィンランド：K-16 - 一部のシーンをカット
- フィンランド：K-18 - ノーカット版
- シンガポール：R21 - 一部のシーンをカット
- カナダ：18A - 18歳未満保護者同伴必須

## 作品の評価
Rotten Tomatoesによれば、批評家の一致した見解は「幼稚で醜い映画で、タランティーノにつながる映画監督の最悪の性向を示している。」であり、29件の評論のうち高評価は28%にあたる8件にとどまっており、平均点は10点満点中4.7点となっている。
Metacriticによれば、4件の評論のうち、高評価は1件、賛否混在は2件、低評価は1件で、平均点は100点満点中44点となっている。